# カリン・リッチマン
カリン・リッチマン（Caryn Richman, 1956年4月9日 - ）は、アメリカの女優である。1980年代から1990年代前半にかけて、主にテレビドラマやテレビ映画に出演した。

## 経歴
ニューヨークのブルックリンで生まれる。当初俳優になるつもりはなく、ソーシャルワーカーになるためにシラキュース大学で学んでいた。ところがブロードウェイの舞台に立ってみたいと、軽い気持ちで応募したオーディションをきっかけに、劇団に所属することになった。リッチマンはこの劇団でさまざまな役を演じ、やがて『グリース』でサンディ役を演じるまでに成長した。サンディ役をきっかけに事務所に属することになり、テレビミステリーシリーズ『The Eddie Capra Mysteries』に出演した。MCAレコードとも契約し、ディスコ音楽グループのタキシード・ジャンクションが1978年に発売したシングル「チャタヌーガ・チュー・チュー」の録音に参加した。
1980年には昼ドラ『Another World』でエレナ・デッカー役を演じ、スピンオフの『Texas』でも同じ役で出演した。1985年のテレビ映画『マリブ・ビーチ 夏の約束』では、主役のギジェット役を演じた。この映画はサーファーの少女を扱った小説をもとに作られた映画やテレビ番組の一つで、リッチマンは小説のモデルとなったキャシー・コーナーに一番似ていると言われる。この映画は視聴率がよく、翌年から開始されたテレビシリーズ『The New Gidget』にも出演した。1988年にはテレビシリーズ『ゆかいなブレディー家』の設定を使って作られたテレビ映画『A Very Brady Christmas』に、グレッグの妻ノーラ役で出演した。この映画も高視聴率で、これを受けて1990年から放送されたテレビシリーズ『The Bradys』にも同じ役で出演した。
後にテレビCMに出演するようになり、処方箋医薬品Atelvia、歯のホワイトニング剤ProGel、サプリメントのWelltabsのCMに商品の説明者として登場した。ラリー・エルダーが司会を務めるMSNBCの番組にも出演している。

## 出演
| 年        | 題名                                                  | 役名                         | 注                                                                       |
| --------- | ----------------------------------------------------- | ---------------------------- | ------------------------------------------------------------------------ |
| 1978      | The Eddie Capra Mysteries                             | ミリー・グリア               | 第1シーズン "Breakout to Murder"                                         |
| 1980–1981 | Texas                                                 | エレナ・デッカー             |                                                                          |
| 1983      | The Rousters                                          |                              | 第1シーズン "A Picture Worth a Thousand Dollars"                         |
| 1985      | マリブ・ビーチ 夏の約束 Gidget's Summer Reunion       | ギジェット                   | テレビ映画                                                               |
| 1986–1988 | The New Gidget                                        | ギジェット                   | 全44話                                                                   |
| 1987      | Mickey Spillane's Mike Hammer                         | ステファニー・コールドウェル | 第3シーズン "Green Blizzard"                                             |
| 1987      | Matlock                                               | ローリー・パーマー           | 第1シーズン "The Reporter"                                               |
| 1988      | A Very Brady Christmas                                | ノーラ                       | テレビ映画                                                               |
| 1989      | Hard Time on Planet Earth                             | ジャネット・グリーソン       | 第12話 "The All American"                                                |
| 1990      | The Bradys                                            | ノーラ                       | 全6話                                                                    |
| 1991      | Jake and the Fatman                                   | ジャニス                     | 第4シーズン "I'm Gonna Live Till I Die"                                  |
| 1991      | The Young and the Restless                            | ローレン・フェンモア         | トレイシー・ブレグマンの代役                                             |
| 1992      | Hitman                                                | ローナ                       | 短編映画                                                                 |
| 1992      | Angel Fire                                            |                              | 長編映画                                                                 |
| 1995      | スリープストーカー 砂男の恐怖 Sleepstalker            | ママ                         | ビデオスルー                                                             |
| 1998–2001 | Hollywood Safari                                      | ジェイン・ジョンソン         | 1997年の同名映画のテレビ向けスピンオフ作品                               |
| 1998      | サンフランシスコの空の下 Party of Five                | アビー                       | 第5シーズン "Love and War"                                               |
| 1999      | Malibu, CA                                            | レポーター                   | 第1シーズン "Murray for Mayor"                                           |
| 2006      | The Bitterness                                        | 先生                         | 短編映画                                                                 |
| 2010      | Baby Blue                                             | テス                         | 短編映画                                                                 |
| 2011      | Drowned                                               | サラ                         | 短編映画                                                                 |
| 2012      | Bucket & Skinner's Epic Adventures                    | ブレイクのママ               | 第14話 "Epic Cuffs"                                                      |
| 2012      | Surprising Merrily                                    | メリリー                     | 長編映画                                                                 |
| 2013      | Darius                                                | ミセス・ゴールドシュタイン   | 長編映画                                                                 |
| 2013      | The Adventures of Mr. Clown                           | カリン                       | 第1シーズン"Mr. Clown's Manners with Caryn" の副題がついた複数の回に出演 |
| 2014      | Black Water Vampire                                   | ビクトリア                   | ビデオスルー                                                             |
| 2014      | Mic Whore                                             | Woman Giving Party           | 短編映画                                                                 |
| 2014      | Maron                                                 | ミセス・ロマーノ             | 第2シーズン "Marc's New Friend"                                          |
| 2015      | Stalked by My Doctor                                  | テイラー看護師               | 長編映画                                                                 |
| 2016      | Beyond the Gates                                      | マリリン                     | 長編映画                                                                 |
| 2016      | The Love Suckers                                      | サラ・シュワーツ             | 短編映画                                                                 |
| 2017      | The Collection                                        | ジュディ・スティルマン       | 短編映画                                                                 |
| 2018      | アメリカン・クライム・ストーリー American Crime Story | キャロル・マドソン           | 第2シーズン 「湖畔の家で」("House by the Lake")                          |
| 2018      | Nanny Killer                                          | セラピスト                   | 長編映画                                                                 |